# Чарнковский, Адам Седзивой
Адам Сендзивой Чарнковский (пол. Adam Sędziwój Czarnkowski ; 1555 — 18 сентября 1627, Калиш) — польский государственный и военный деятель, воевода ленчицкий (1605—1627), генеральная староста Великопольский (1593—1627), староста пыздровский, староста мендзыжецкий (1623), староста клецкий (1623), староста повидзский (1592), командор Познанского командорства Мальтийского ордена.

## Биография
Представитель польского шляхетского рода Чернковских герба «Наленч III». Родился в 1555 году. Сын Войцеха Сендзивоя Чарнковского (1527—1578), каштеляна сантоцкого и генерального старосты великопольского, и Ядвиги Серпской.
В юности, во времена правления Стефана Батория, он участвовал в войнах с Русским царством со своим отрядом из 40 кавалеристов. Политически он принадлежал к лагерю гетмана великого коронного Яна Замойского.
В 1587 году он подписал избрание на престол Речи Посполитой австрийского эрцгерцога Максимилиана III Габсбурга.
Член пацификационного сейма 1589 года от Познанского воеводства, подписал Бытомско-Бендзинский договор. Член сейма с 1590 года от Калишского воеводства и Познанского воеводства.
В 1593 году, после Анджея Опалинского, он стал генеральным старостой Великой Польши и занимал эту должность до своей смерти. После своего отца с 1593 по 1586 год он занимал должность командора Ордена госпитальеров в Познани. Он был членом сейма в 1600 году. В 1605 году он стал воеводой ленчицким. В 1611 году он служил маршалом Главного коронного трибунала.
Сторонник правления Сигизмунда III Вазы. Выступая против рокоша Николая Зебжидовского, он организовал конфедерацию в Великой Польше в защиту короля. Он принимал участие в войнах против Турции и Швеции, отправив за свой счет вооруженные отряды в несколько сотен человек. Воевал под Хотином в 1621 году. Сторонник войны со Швецией. В июле 1627 года он собрал своих людей и преследовал войска Мансфельда и принца Бернарда Веймарского. В 1627 году на областном совете в Сроде он убедил великопольское дворянство выступить на войну со шведами.
Он занимал должность постоянного арбитра между магнатами и королем, пользовался доверием дворянства, часто выступал посредником на сеймах и местных советах. Он несколько раз избирался комиссаром Сейма и короля по различным вопросам, в том числе: по поводу прусского вотчины, Велюньской земли, по поводу решения проблемы неоплачиваемых войск в Великой Польше после войн с Москвой в 1612—1615 гг. ему в 1626 году была поручена подготовка обороны Великой Польши, Померании и Силезии.
Один из самых богатых магнатов Великой Польши, ему принадлежало 3 города, 49 деревень и части 17 деревень и 2 городов. Кроме того, он занимал несколько староств. В 1579 году он получил пост старосты пыздровского, затем вольминского, повиздского, мендзыжецкого (1617—1627), гнезненского и петшиковского.
Благотворитель и основатель церквей и монастырей. Он финансово поддерживал иезуитов в Кракове в церкви Св. Варвары, босых кармелитов в Познани, паулинов в Ченстохове. В 1611 году он способствовал созданию иезуитской коллегии в Познани. Он завершил строительство нынешней приходской церкви в стиле барокко в Чарнкуве (1570—1580). В 1615 году он отобрал у лютеран костел в Плешеве и перестроил его.
Он умер 18 сентября 1627 года в Калише в возрасте 72 лет, отпевание состоялось 3 апреля в Познани, а 5 апреля он был похоронен в приходской церкви в Чарнкуве. Он был помещен в подвале часовни Бичевания Иисуса в жестяном саркофаге, изготовленном познанским мастером Якубом Канадеем. На нем выгравированы 6 медальонов, изображающих военные подвиги Чарнковских, а также портрет покойного, написанный на медном листе, вероятно, Мацеем, придворным художником семьи Чарнковских. В 1925—1926 годах саркофаг был отреставрирован и заменена недостающая крышка. На похоронах с речами выступили иезуитский проповедник Матеуш Бембус и доминиканец Яцек Хориньский.

## Семья
Адам Седзивой Чарнковский был трижды женат. Его первой женой была Ядвига Ивиньская, которая умерла после 1595 года. Первый брак был бездетным. Его второй женой стала Анна Зборовская, дочь гетмана надворного Яна Зборовского, умершая до 1615 года. Дети от второго брака:
- Владислав Чарнковский, староста клецкий, пыздровский и быдгощский
- Ядвига Чарнковская, жена Павла Яна Дзялынского (1594—1643), старосты братянского
- Анна Чарнковская, жена Станислава Приемского (? — 1642), маршалка надворного коронного

Его третьей женой стала Катарина Лещинская (1588—1639), дочь Яна Лещинского (? — 1588/1589), старосты радзиевского, и вдова Анджея Тенчинского (1576—1613). Дети от третьего брака:
- Казимеж Францишек Чарнковский (1613/1617 — 1656), каштелян познанский
- Анна Чарнковская, жена Яна Лещинского
- Тереза Чарнковская (? — 1660), жена Кшиштофа Опалинского (1611—1655), воеводы познанского.